# Маунтинмены

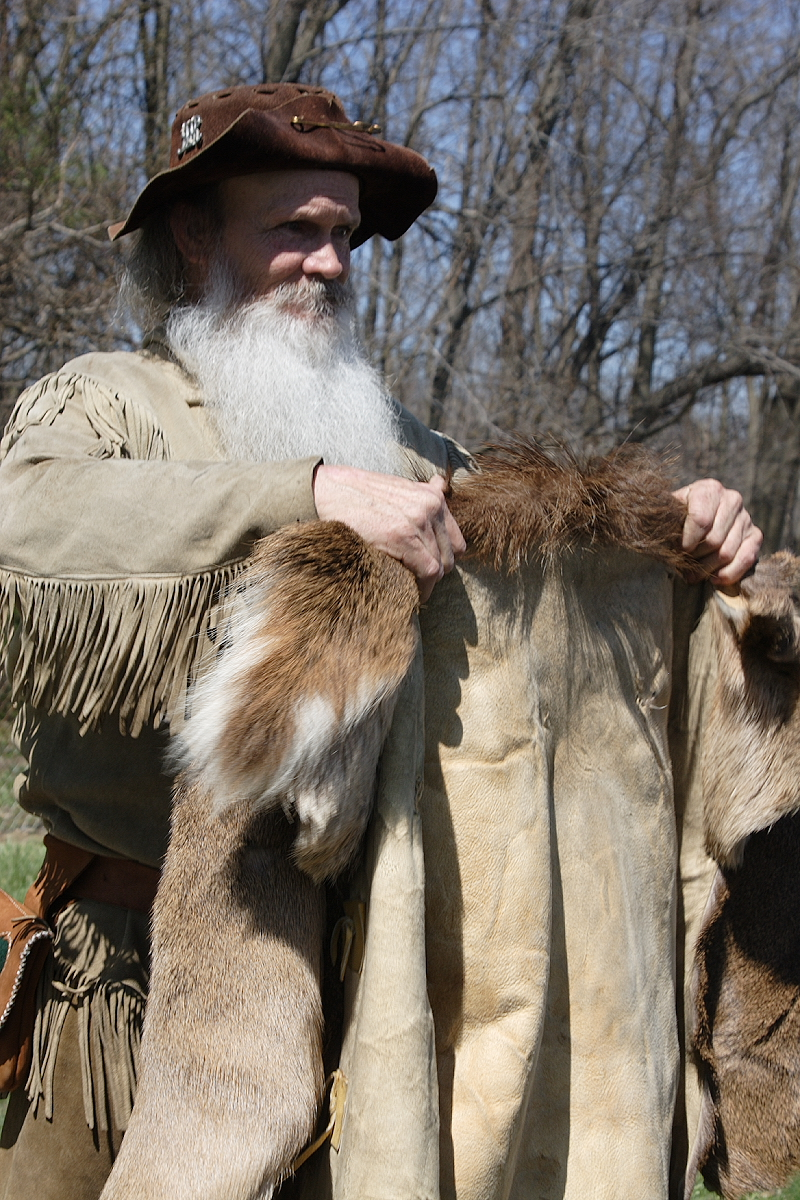
Маунтинмен, современная реконструкция.

Маунтинмены, люди гор, горцы (англ. Mountain men — «горные люди») — охотники, первопроходцы и торговцы мехами на Диком Западе США, устремившиеся в район Скалистых гор в поисках ценной пушнины в начале XIX века.

## История
Первые маунтинмены появились в районе Скалистых гор после успешной экспедиции Мериуэзера Льюиса и Уильяма Кларка. Льюис и Кларк в течение пути заполняли дневники, карты, делали наброски и заметки о реках, по которым они плыли, и о людях, с которыми встречались.
В период расцвета торговли бобровыми шкурками в 1820-х—1840-х годах маунтинменов было около 3 000 человек. Большинство охотников и трапперов работали на меховые компании, такие как Американская меховая компания и Меховая компания Скалистых гор, но были и так называемые вольные трапперы. Ежегодный сбор маунтинменов именовался рандеву. Это была своеобразная ярмарка для охотников и трапперов, на которой они продавали меха и закупали всё необходимое.
Маунтинмены содействовали заселению труднодоступных и отдалённых районов Запада. После того, как торговля бобровыми шкурками пошла на спад, большая часть маунтинменов вернулась к цивилизованной жизни и лишь немногие продолжали вести прежнюю жизнь в районе Скалистых гор. Некоторые из них служили проводниками и сопровождали первые караваны переселенцев по Орегонской тропе на Запад, другие основывали торговые посты вдоль дорог переселенцев или нанимались скаутами в армию США.

## Известные представители
- Джон Колтер (1774—1812)
- Хью Гласс (1783—1833)
- Джедедайя Смит (1799—1831)
- Томас Фицпатрик (1799—1854)
- Джим Бриджер (1804—1881)
- Кит Карсон (1809—1868)
- Пожиратель Печени Джонсон (1824—1900)